# 区别词
区别词又称非谓形容词，是表示事物特征和分类、一般只用来修饰名词及名词性短语的词。区别词大部分只能作定语, 少部分可以兼作状语；除了“非”以外，不接受别的副词修饰。如“雌”“雄”“正”“副”“大型”“小型”“特殊性”“一般性”等。
与普通形容词的不同之处主要在于，区别词不能充当谓语，只能作定语修饰名词，或者同结构助词“的”构成“的”字结构（名词性结构）。故称为“非谓形容词”。